# Route nationale 4 (Espagne)
Pour les articles homonymes, voir Route nationale 4.
La route nationale N-IV (Carretera Nacional N-IV) est une route nationale reliant Séville à Jerez de la Frontera. Sa longueur totale est de 645 kilomètres.

## Description
La route partait de la capitale Madrid via Cordoue et Séville jusqu'à Cadix. 
Cet itinéraire a été tracé vers 1940.
Sur de nombreux tronçons, la route nationale a été remplacée ou agrandie pour devenir l'A-4. 
Il s'agit des tronçons Madrid − Séville et Jerez de la Frontera − Cadix. Entre Séville et Jerez de la Frontera, la N-IV, encore existante, est parallèle à l'autoroute AP-4. 
Entre Jerez de la Frontera et Cadix , les autoroutes A-4 et AP-4 sont parallèles. 
L'ancien tracé de la route nationale a été élargie et renommé sur ce tronçon pour former les autoroutes CA-31, CA-32 et CA-33.
Il est prévu de convertir en autoroute la section entre Séville et Jerez de la Frontera pour donner une alternative gratuite à l'AP-4, même si cette dernière le sera en 2020. Cette même section est déclassée depuis 2017 en A-480.